# تفجير مديرية أمن القاهرة
تفجير مديرية أمن القاهرة وقع يوم 24 يناير 2014م قبل يوم من ذكرى ثورة 2011. قتل فيه 4 أشخاص، وأصيب 76، وفق وزارة الصحة. كما دمر جزء من مقر الشرطة المصرية في العاصمة. أعلنت جماعة « أنصار بيت المقدس » مسئوليتها عنه، في تغريدة تضمنت تسجيل صوتي. أدانت جماعة الإخوان المسلمين وحركة 6 أبريل التفجير في يومها، وكان التفجير قد وقع في ذات يوم مقتل 3 وإصابة 13 في الفيوم ومقتل 2 في حوش عيسى ومقتل شخص آخر في المنيا وغيرهم أثناء تصدي قوات الأمن لمظاهرات منددة بالانقلاب في أنحاء البلاد.